# Carlos Somigliana

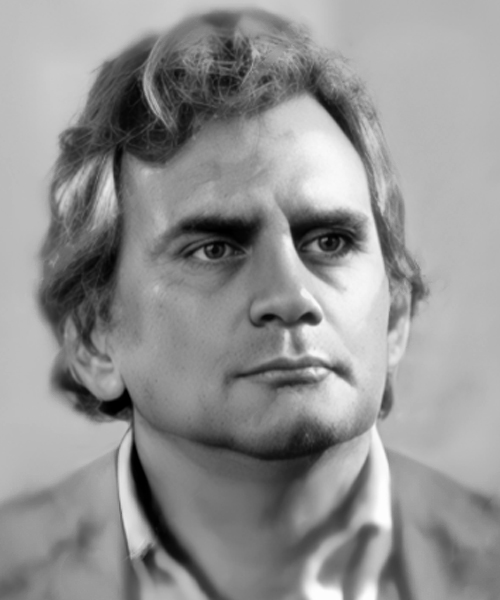
Carlos Somigiana (1981)

Carlos Somigliana (* 17. Mai 1932 in Buenos Aires; † 29. Januar 1987 ebenda) war ein argentinischer Dramatiker und Schriftsteller. 
Somigliana studierte am Colegio Nacional de Buenos Aires und schloss dieses Studium auch erfolgreich ab. 
Zusammen mit Roberto Cossa, Osvaldo Dragún, Griselda Gambaro, Ricardo Halac, Rodolfo Walsh u. a. rechnet man Somigliana zur „Generación de los 60“. 
Somigliana starb plötzlich und unerwartet im Januar 1987 im Alter von 54 Jahren in Buenos Aires und fand dort auch seine letzte Ruhestätte.

## Ehrungen
1990 gründeten Freunde Somiglianas ihm zu Ehren in Buenos Aires die Fundación Carlos Somigliana (FCS). 

## Werke (Auswahl)
Theaterstücke
- Amarillo. 1959.
- Amor de ciudad grande. 1959.
- El avión negro. 1970 (zusammen mit Roberto Cossa, Germán Rozenmacher und Ricardo Talesnik).
- La bolsa de agua caliente. 1966.
- De la navigación. 1969.
- La democracia en el tocador. 1984.
- El exalumno. 1978.
- Historia de una estatua. 1983.
- Homenaje al pueblo de Buenos Aires. 1967.
- El nuevo mundo. 1981.

Drehbücher
- El arreglo. 1983.
- Asesinato en el Senado de la Nación. 1984.